# Photoinhibition

Diagramme représentant la photoinhibition du photosystème II (PSII).

La photoinhibition est le processus biochimique de photoadaptation par lequel un excès de lumière diminue la vitesse de la photosynthèse chez les organismes capables de l'effectuer.

## Mécanisme
La plante utilise l'énergie électromagnétique de la lumière du soleil pour arracher des électrons à des molécules d'eau. Ceux-ci sont transférés via une chaîne d'électrons pour être intégrés à des molécules de NADPH. Ceux-ci sont ensuite utilisés pour intégrer le CO2 atmosphérique aux molécules organiques.

En cas d'excès d'énergie lumineuse, le processus de photoprotection permet d'éliminer cet excès sous forme de chaleur, par exemple en modifiant le cortège pigmentaire (chlorophylle a des centres réactionnels et pigments surnuméraires des antennes collectrices. Si ces processus sont insuffisants, des phénomènes irréversibles de photodestruction interviennent : le CO2 n'étant plus présent en quantité suffisante pour que tout le NADPH créé soit utilisé, ce dernier s'accumule. Son accumulation crée une saturation dans la chaîne d'électrons. Les électrons ont alors tendance à réagir avec l'O2 présent dans la cellule, pour former des dérivés réactifs de l'oxygène, qui sont très dommageables pour la cellule, en particulier pour les centres réactionnels des photosystèmes. 

## Sources
- « Photosynthèse et excès de lumière : stress oxydant, photoinhibition et photoprotection » [PDF], sur gaia-svt.weebly.com (consulté le 1er mai 2020).